# شاین پارکر
شاین پارکر (انگلیسی: Cheyenne Parker؛ زادهٔ ۲۲ اوت ۱۹۹۲) بازیکن بسکتبال اهل ایالات متحده آمریکا است.